# پروکاربازین
پروکاربازین (به انگلیسی: Procarbazine)
رده درمانی: داروهای درمان سرطان
اشکال دارویی: کپسول

## موارد مصرف
پروکاربازین در درمان برخی انواع سرطان به خصوص بیماری هوچکین استفاده می‌شود. این دارو در درمان لنفوم هوچکین (در رژیم MOPP)، لنفوم غیر هوچکین، تومورهای مغزی (مانند گلیوم بدخیم)، برخی تومورهای ریه، میلوم مالتیپل و انواع دیگری از سرطان‌ها بکار می‌رود. اصولاً پروکاربازین تقسیم و تکثیر سلول‌های بدخیم را در بدن مهار می‌کند.

## مکانیسم اثر
پروکاربازین ماده‌ای است که به عنوان عامل اختصاصی برچرخه سلولی روی فازهای تقسیم سلولی اثر می‌کند و سنتز DNA، RNA، پروتئین را مهار می‌کند. هرچند مکانیسم اثر آن دقیقاً ناشناخته است ولی محل‌های اثر متعددی دارد.

## عوارض جانبی
پروکاربازین معمولاً سبب ایجاد عوارض ناخواسته می‌شود مانند اختلال در قاعدگی طبیعی زنان و بروز عقیمی در هر دو جنس، سر درد، سرگیجه، درد عضلانی یا ماهیچه‌ای، ضعف، خستگی، تهوع، استفراغ، خشکی دهان، تب خال دهانی، مشکل در بلع، کاهش اشتها، ناراحتی معده، اسهال و یبوست، گیجی، بثورات پوستی، علایم عفونت همچون تب، گلو درد، سرفه و خلط؛ خون‌ریزی یا کبود شدگی غیرمعمول (از جمله خون‌ریزی از بینی) و حالت گزگز شدن در دست‌ها یا پاها.